# Litografía

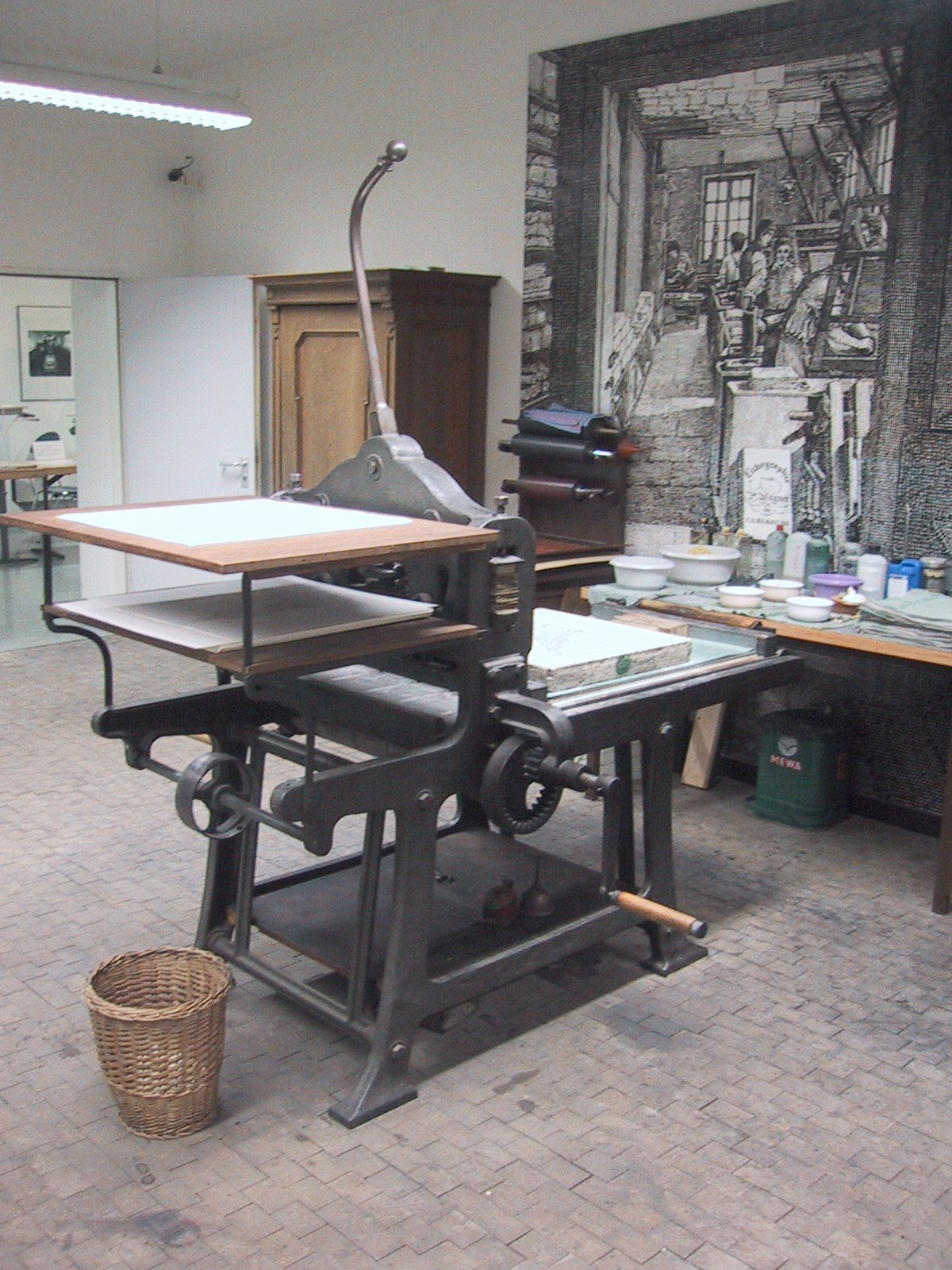
Prensa para litografía.

La litografía (del griego antiguo λίθος, lithos, 'piedra', y γράφειν, graphein, 'escribir') es un procedimiento de impresión que consiste en trazar un dibujo, un texto, o una fotografía, en una piedra calcárea o una plancha metálica. Hoy está casi en desuso, salvo para la obtención y duplicación de obras artísticas. Su creador fue el  dramaturgo, actor, y cajista alemán Aloys Senefelder en 1796  y se utilizó inicialmente sobre todo para partituras musicales y mapas. Es un método de impresión basado originalmente en la inmiscibilidad del aceite y el agua. La impresión se realiza a partir de una piedra (piedra caliza litográfica) o de una plancha metálica de superficie lisa. La litografía puede utilizarse para imprimir texto o imágenes en papel u otro material adecuado.
Originalmente, la imagen que se iba a imprimir se dibujaba con una sustancia grasienta, como aceite, grasa o cera, sobre la superficie de una placa de piedra caliza lisa y plana. A continuación, la piedra se trataba con una mezcla de ácido débil y goma arábiga ("aguafuerte") que hacía que las partes de la superficie de la piedra que no estaban protegidas por la grasa fueran más hidrófilas (es decir, que atrajeran el agua). Para la impresión, primero se humedecía la piedra. El agua solo se adhería a las partes tratadas con goma, haciéndolas aún más repelentes al aceite. A continuación se aplicaba una tinta a base de aceite, que se adhería solo al dibujo original. La tinta se transfería finalmente a una hoja de papel en blanco, produciendo una página impresa. Esta técnica tradicional se sigue utilizando para el estampado artístico.
En la litografía comercial moderna, la imagen se transfiere o se crea como un revestimiento de polímero en patrones que se aplica a una plancha de plástico o metal flexible. Las planchas de impresión, ya sean de piedra o de metal, pueden crearse mediante un proceso fotográfico, método que puede ser llamado "fotolitografía" (si bien el término suele referirse a un proceso de fabricación de microelectrónica vagamente similar). La impresión offset o "litografía offset" es una elaboración de la litografía en la que la tinta se transfiere de la plancha al papel mediante una placa o cilindro de goma, en lugar de por contacto directo entre ambos. Esta técnica mantiene seco el papel y permite una operación de alta velocidad totalmente automatizada. Ha sustituido en muy gran medida a la litografía tradicional en la impresión de medio y gran volumen: desde los años 60, la mayoría de los libros y revistas, especialmente los ilustrados en color, se imprimen con litografía offset a partir de planchas metálicas creadas fotográficamente.
Como tecnología de impresión, la litografía es diferente del grabado a buril, en la que una plancha se graba, se graba al aguafuerte o se graba a media tinta para marcar cavidades que contengan la tinta de impresión, así como de la xilografía o la impresión tipográfica, en la que la tinta se aplica a las superficies en relieve de las letras o imágenes.

## Historia
Según la tradición, la litografía fue un invento casual. En 1796, el dramaturgo alemán Aloys Senefelder no encontraba editor para sus obras y decidió grabarlas él mismo. El cobre era demasiado caro, así que utilizó una piedra bávara suave y lisa. Descubrió fortuitamente una forma de grabar la piedra con ácido, creando una forma de bajo relieve que podía utilizarse para la impresión. De hecho, aunque la fecha de 1796 se considera generalmente como el origen de la litografía, todavía está muy lejos de la técnica conocida con ese nombre en la actualidad. La primera forma de la invención de Senefelder es una técnica de impresión en relieve, como la impresión tipográfica.

### Impresión en piedra
Senefelder llamó a su proceso Steindruckerei, "impresión en piedra". La mordedura del ácido crea un ligero relieve, que es suficiente para imprimir con una prensa tipográfica tradicional. Senefelder siguió perfeccionando el proceso, que se utilizaba principalmente para imprimir partituras, que eran imposibles de imprimir con la tipografía tradicional, y que por tanto se solían grabar a buril. La técnica de Senefelder es mucho más económica. Además, Senefelder trabajó en otras técnicas y mejoró la impresión de tejidos continuos, utilizando rodillos de cobre grabados a buril. 
Fue mientras buscaba una forma práctica de transferir un texto o un dibujo invertido sobre la piedra, para realizar sus grabados habituales, cuando descubrió el principio puramente químico de la litografía, basado en el antagonismo entre el agua y las grasas. Al mismo tiempo, inventó la técnica auxiliar de la autografía, que permitía transponer a una piedra litográfica o a una plancha metálica los dibujos o textos realizados en un papel especial con tinta grasa y así evitarse tener que dibujar o escribir directamente sobre la piedra litográfica, para proceder luego a la impresión.
El término "litografía" se introdujo en Francia y desde entonces se ha generalizado a otros idiomas. La litografía se introdujo en Francia en gran medida gracias a Louis-François Lejeune, que la descubrió en el taller de Senefelder durante las guerras imperiales, y al sobrino de Senefelder, Edouard Knecht, que se instaló en París en 1818. El propio Senefelder se asoció con el editor y compositor de música Johann André. El hermano del músico, Frédéric André, abrió un taller de litografía en París en 1802. Casi inmediatamente (1819), el ingeniero Charles Bérigny emprendió la utilización de este procedimiento para la reprografía de los cursos de la Escuela Nacional de Puentes y Caminos, pidiéndole al ingeniero Antoine Raucourt que examinara las posibilidades de esta técnica.
El conde Charles Philibert de Lasteyrie du Saillant, impresor en París, fue otro de los promotores de la litografía en Francia. Tras aprender el proceso en Múnich, abrió en 1815 un negocio litográfico. Hacia 1825, la imprenta litográfica de Godofredo Engelmann, Engelmann et Graf, había adquirido un marcado predominio gracias a sus mejoras técnicas, a la calidad de sus trabajos y a la de los artistas que empleaba. A lo largo de su vida, Engelmann hizo numerosísimas impresiones, entre ellas abundantes láminas para la célebre colección de litografías del barón Isidore Justin Séverin Taylor llamada Voyages pittoresques et romantiques dans l’ancienne France. La litografía con Engelmann se convirtió en un arte y se expuso en el Salón. Engelmann llevó la litografía a Barcelona, en 1820, y a Londres en 1821. También obtuvo una patente de la cromolitografía en julio de 1837, aunque existen disputas sobre si la cromolitografía estaba ya en uso antes de esta fecha, según algunas fuentes en áreas de impresión como la fabricación de naipes. En cualquier caso, en 1839 comenzó a imprimir litografías en color. 
La litografía también se extendió al Reino Unido, donde se utilizó ampliamente para imprimir todo tipo de documentos, incluyendo documentos oficiales, mientras que en Francia se seguía utilizando para ello el grabado a buril.
En comparación con las técnicas de grabado, que requieren mucho tiempo de aprendizaje, el éxito de la litografía radicó en su facilidad de ejecución: el artista puede dibujar en la piedra como está acostumbrado a hacerlo en el papel, con relativamente pocas limitaciones técnicas, si bien debe dibujar invirtiendo derecha y izquierda. Las piedras pueden reutilizarse después de la impresión, siempre que se pulan y se esmerilen para darles grano.

### Desarrollo
La litografía se hizo muy popular a principios del siglo XIX con la publicación de numerosas colecciones que ilustraban relatos de viajes correspondientes a la "invención" del turismo, como el Voyage au Levant del conde Forbin, colecciones de vistas de países lejanos donde el texto era solo incidental, como el Voyage pittoresque au Brésil de Mauricio Rugendas, o descripciones detalladas de regiones, como los monumentales Voyages pittoresques et romantiques dans l'ancienne France, a partir de 1820, del barón Taylor y Charles Nodier. 
La litografía tenía tres usos principales. En primer lugar, un uso artístico, con obras de artistas de primer nivel como Théodore Géricault o Richard Parkes Bonington. Un segundo uso era el de las reproducciones, en el que artistas especializados reproducían en piedra los dibujos de otros artistas. Finalmente, era usado en la imprenta, en tanto la rapidez del proceso permitía publicar en pocos días un boceto de una calle o un teatro o una caricatura de actualidad. Además de usarse para ilustraciones de libros y publicaciones satíricas, la litografía se utilizaba también para trabajos urbanos (papeles con membrete, anuncios, avisos de envío, etc.), publicidad comercial (carteles, envoltorios ilustrados, etiquetas, etc.), impresiones administrativas y jurídicas, dibujos técnicos y cartográficos, y decoraciones de objetos (abanicos, pantallas de lámparas, pantallas de chimeneas, juguetes, etc.).

## La técnica litográfica
En la técnica litográfica se utiliza la diferente adherencia entre sustancias hidrófilas e hidrófobas. Como el agua rechaza las tintas grasas, no se imprimen las zonas grasas aunque se encuentran en el mismo nivel, por ello las matrices litográficas se llaman también planográficas. 
En las técnicas manuales la formación de la matriz consiste en la adhesión de las tintas grasas y resinosas sobre el papel litográfico. Con estas tintas se traza el dibujo que se va a reproducir, el cual queda fijado mediante una solución de ácido nítrico y goma arábiga. La adhesión de la sustancia grasa produce un jabón calcáreo o metálico insoluble que constituye la base de señales de impresión. 

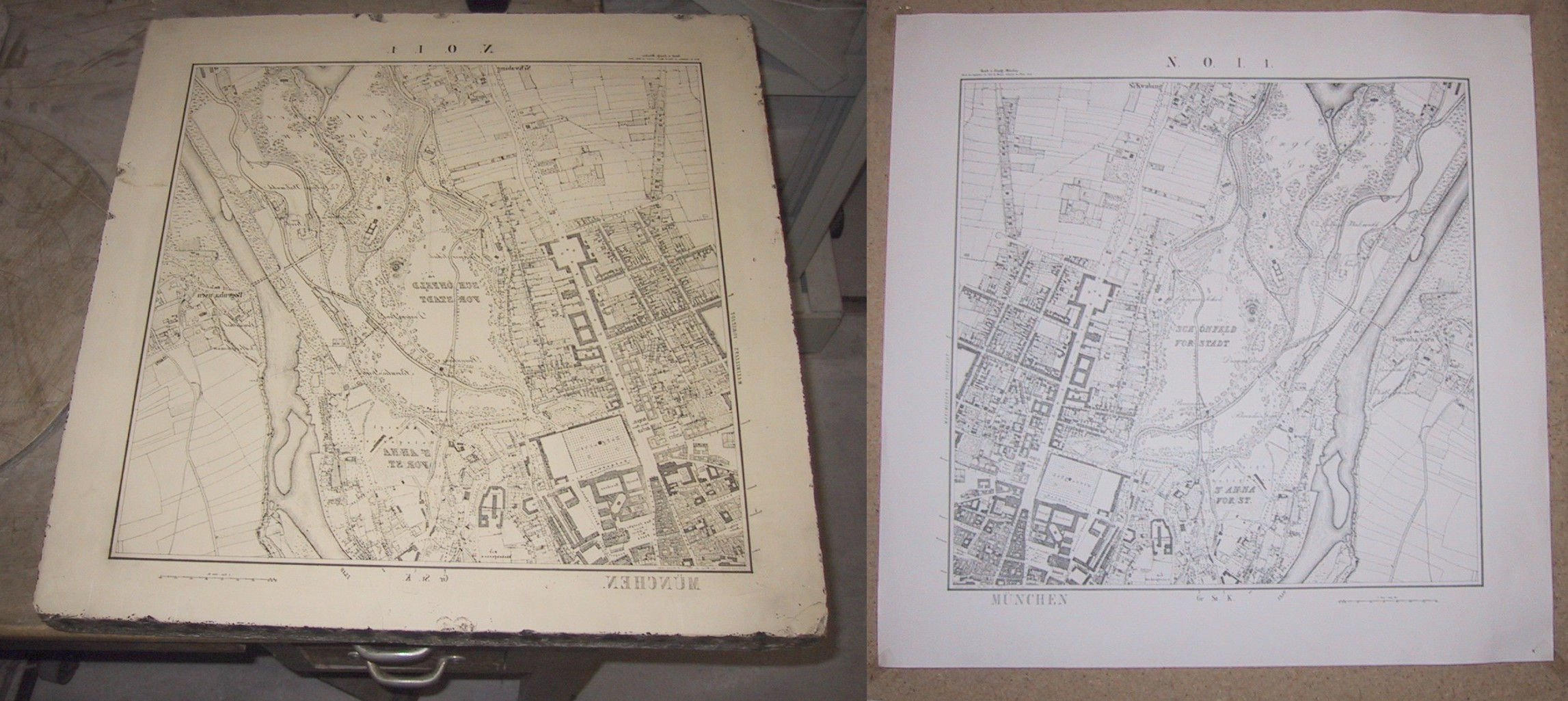
Litografía: la matriz en piedra y su impresión simétrica en papel.

Sobre las partes que no se entintan, debido a una preparación especial la cual determina la formación de sales hidrófilas. En definitiva, sobre el plano de la matriz existen dos zonas contrapuestas gráficamente, las que generaran en la litografía el blanco (sales hidrófilas) y las que generaran el negro (tintas grasas y resinosas), que permiten la impresión, previas las operaciones de entintado y humidificación. De los fondos coloreados y conformados de acuerdo con las zonas claras del original hasta el empleo de tintas planas superpuestas, se pasó por las coloraciones por superposición.
Hacia 1835, el impresor francés Godofredo Engelmann llamó «cromolitografía» a la técnica de reproducción litográfica en colores. Se hacen tantos dibujos sobre papel o placa como tintas se consideren necesarias para la reproducción. El registro se obtiene realizando sobre el papel de cada color la correspondiente cruz de registro.

## Características

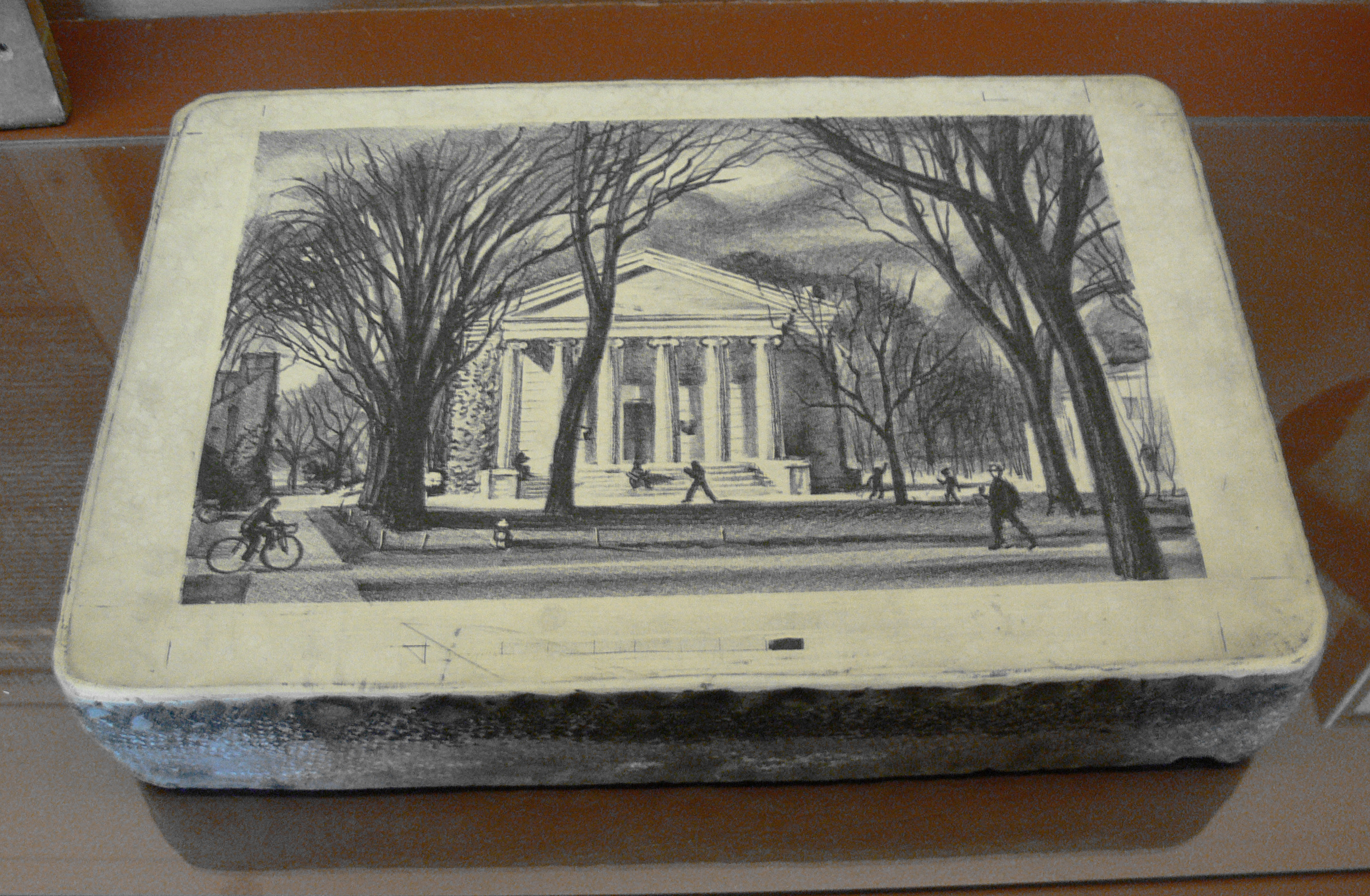
Piedra empleada para litografía. (Motivo: fachada de la Universidad de Princeton).

Para este tipo de impresión se utiliza una piedra caliza pulimentada sobre la que se dibuja la imagen a imprimir (de forma invertida) con una materia grasa, bien sea mediante lápiz o pincel. Este proceso se basa en la incompatibilidad de la grasa y el agua. Una vez la piedra humedecida, la tinta de impresión solo queda retenida en las zonas dibujadas previamente. 
Para cada color debe usarse una piedra distinta y, evidentemente, el papel tendrá que pasar por la prensa de imprimir tantas veces como tintas se empleen. En los carteles impresos mediante el sistema litográfico, tan frecuentes en la segunda mitad del siglo XIX y primeras décadas del siglo XX, se utilizaban quince, veinte o más tintas. Entre ellos son de destacar los que anunciaban las corridas de toros, los de las Semana Santa, y los diseñados durante la guerra civil española.
En una imagen litográfica las letras no pueden ser retiradas y reutilizadas en otro sitio: son únicas y precisan redibujarse, o copiarse, para cada uso.
El litógrafo podía reproducir una imagen «única» dibujada, combinando texto e imagen en complicadas disposiciones formales del color. El proceso cromolitográfico alcanzó su cima durante el siglo XIX. La mejora en los métodos del fotograbado (el grabado de una imagen fotográfica en una plancha metálica recubierta con una capa sensible y «mordida» después con ácido, obteniéndose así una imagen impresora en relieve) amenazó la supervivencia de la litografía, conduciendo a su progresivo declive a partir de la década de 1890.
Aunque este procedimiento fue extensamente usado con fines comerciales, la mayor parte de los grandes pintores de los siglos XIX y XX también lo emplearon ya que facilitaba obtener un cierto número de copias de un mismo trabajo: Picasso, Toulouse-Lautrec, Joan Miró, Piet Mondrian, Ramón Casas, Antoni Tàpies, Alphonse Mucha, Goya, Andy Warhol, etc.

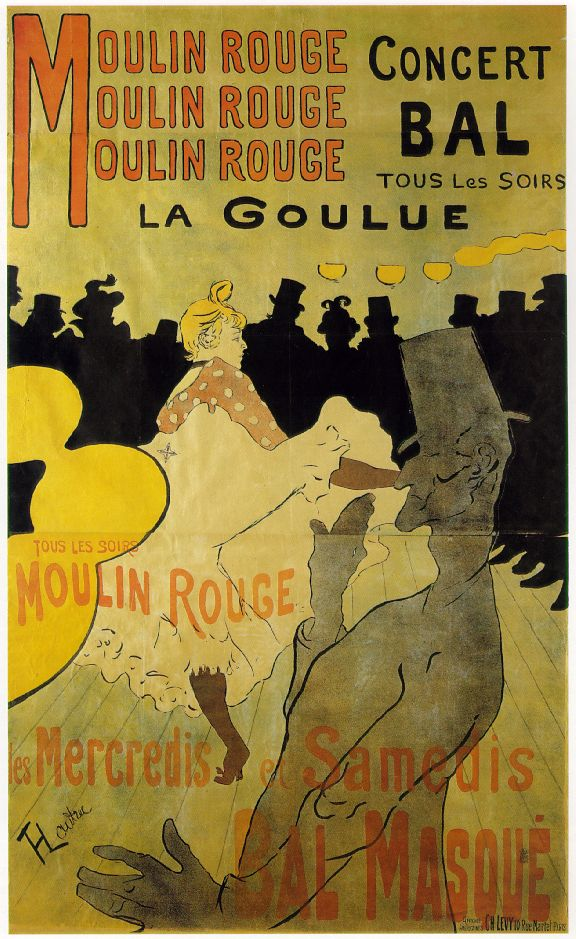
Moulin Rouge - La Goulue.
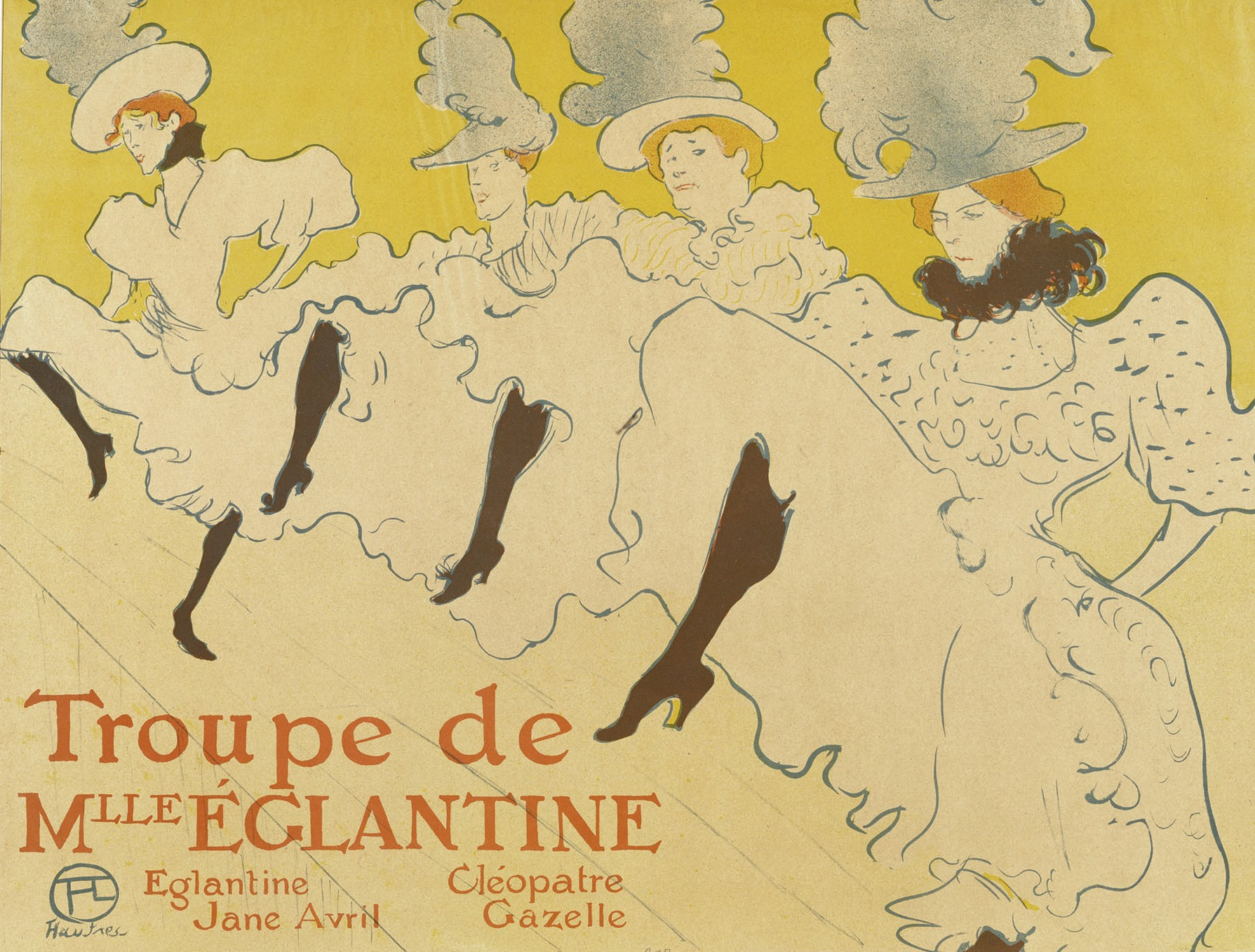
La troupe de Mlle Eglantine.
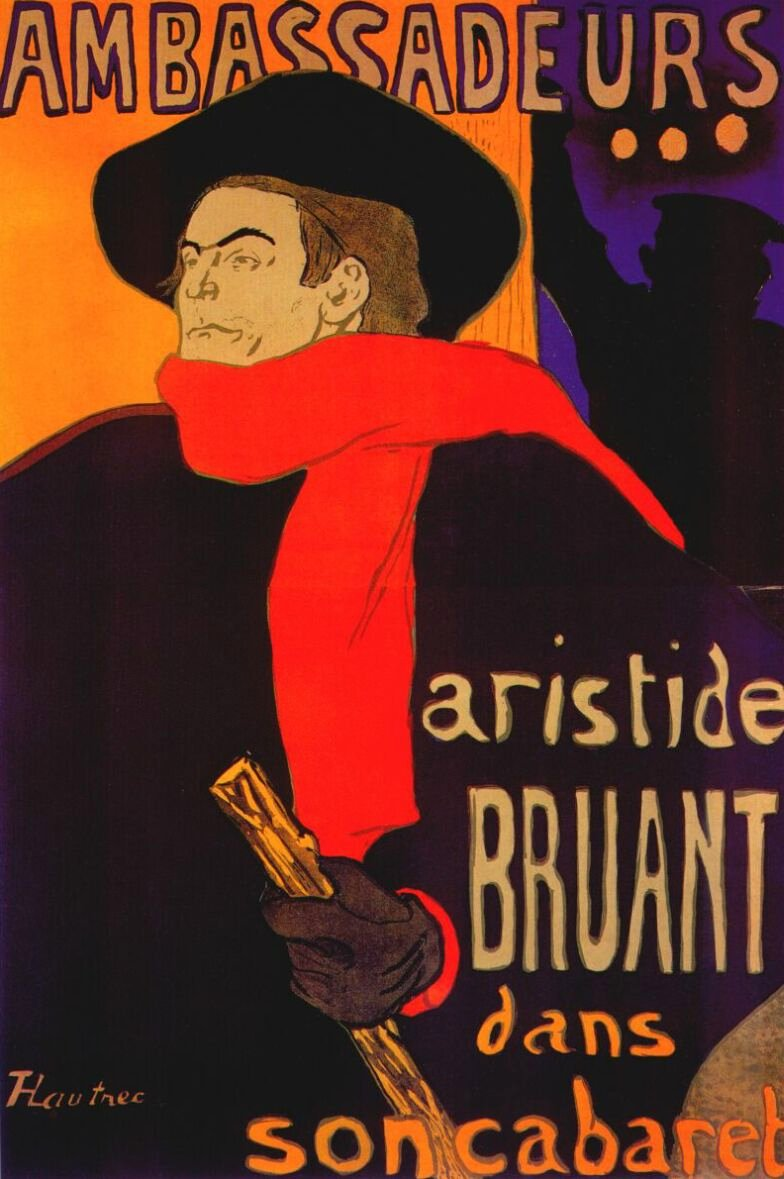
Aristide Bruant.
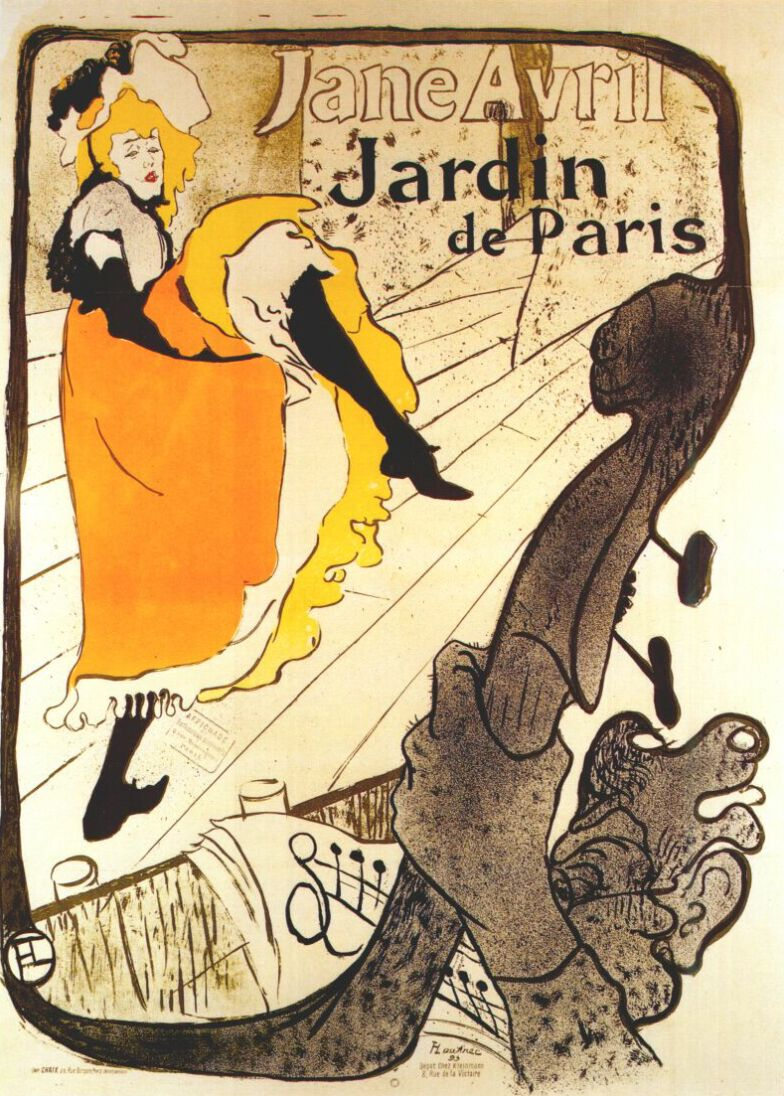
Jane Avril.

Asimismo, reciben el nombre de litografía, además del sistema de impresión, cada uno de los ejemplares obtenidos por este procedimiento así como el taller donde se realiza este tipo de trabajos.
Posteriormente, al aparecer las rotativas se comenzaron a emplear láminas flexibles de zinc o de aluminio, y más recientemente de plástico, en sustitución de las pesadas piedras litográficas. Con la incorporación de la fotomecánica, dichas planchas dejaron de ser dibujadas a mano, puesto que la sensibilización de su superficie permitía exactas reproducciones fotográficas.
Aunque de forma incorrecta, aún es frecuente denominar a las empresas de Artes Gráficas, como Litografías.